# أمل حويجة
أمل حويجة (3 مايو 1970 -)؛ ممثلة ومدبلجة أفلام كرتون سورية، وُلدت عام 1970 في مدينة السلمية في محافظة حماه.
كانت تعشق المسرح وتألقت بالعديد من الأعمال المسرحية كما اشتهرت بصوتها المميز في شخصية ماوكلي والكابتن ماجد. دخلت عالم الفن في منتصف الثمانينيات وتحمل إجازة في الفنون المسرحية ودورة بنفس التخصص من هيئة الأمم.

## عن حياتها
حصلت على إجازة في الفنون المسرحية من دمشق، سوريا، وشاركت منذ ذلك الحين في بطولة أكثر من خمسة وعشرين عرض مسرحي. كما عملت مع أهم المخرجين السوريين منهم: فواز الساجر ومانويل جيجي ومنصور السلطي ونادر قاسم. يمثل الأطفال لها جمهورها المميز حيث قدمت العديد من العروض المسرحية الموجهة للأطفال مثل سندريلا وسنوايت. كما يعرف صوتها المميز كل من شاهد المسلسلات الكرتونية التي قامت بأدوار أبطالها أهمها: ماوكلي وكابتن ماجد والصياد الصغير. ولها إسهامات في كتابة القصة القصيرة الموجهة لليافعي أهمها: خطفني الديك.
في العام 2009 ذهبت إلى الإمارات للعمل في مجلة ماجد وبعدها أسست فرقة مسرحية مع صديقات لها.

## أعمالها

### الدوبلاج
| اسم الكرتون            | الشخصية        |
| ---------------------- | -------------- |
| روبن هود: السهم الناري | ليديا لانكاستر |
| ماوكلي فتى الأدغال     | ماوكلي         |
| القناص                 | غون            |
| في جعبتي حكاية         |                |
| مدينة النخيل           | تالا           |
| عبقور                  | مازن           |
| كابتن ماجد             | كابتن ماجد     |
| الصياد الصغير          | رامي           |
| الوميض الأزرق          | كاكيرو         |
| لحن الحياة             | رفاه-رغد-رويد  |
| السباق الكبير          | فرح            |
| فلة والأقزام السبعة    | فلة            |
| زهرة والسيف المضيء     | زهرة           |

### إخراج
| العمل           | النوع      |
| --------------- | ---------- |
| مدرسة الكونغ فو | مخرج مساعد |
| في جعبتي حكاية  | مخرج فني   |
| الصياد الصغير   | مخرج مساعد |

### مسلسلات
- 1988: دائرة النار
- 1992: طرابيش
- 1993: أشياء تشبه الفرح
- 1996: دواس الليل

### مسرح
- ماريانا بينيدا
- سكان الكهف
- بدور والأقزام السبعة
- روميو وجانيت
- الخادمات

## روابط خارجية
- أمل حويجة على موقع قاعدة بيانات الأفلام العربية